# Apfelpfeil
Die Internationale Apfelpfeil Organisation, abgekürzt IAO, mit vollem Namen IAO Internationale Apfelfahrten Organisation Helmut Th.K.Rall International Arrangements Organization GmbH & Co. KG, besser bekannt als Apfelpfeil, war ein Touristikunternehmen mit Sitz in Freudenstadt-Grüntal, das von 1973 bis 1980 Leserreisen anbot. Ursprünglich ausschließlich auf Bahnreisen („Apfelpfeil“) ausgerichtet, weitete man alsbald das Geschäftsfeld auf Kreuzfahrten aus und nutzte den Apfelpfeil als Zubringer zu den Schiffen. 
Es bestanden Zweigniederlassungen in Ratingen, Laatzen, Frankfurt am Main und München.

## Geschichte

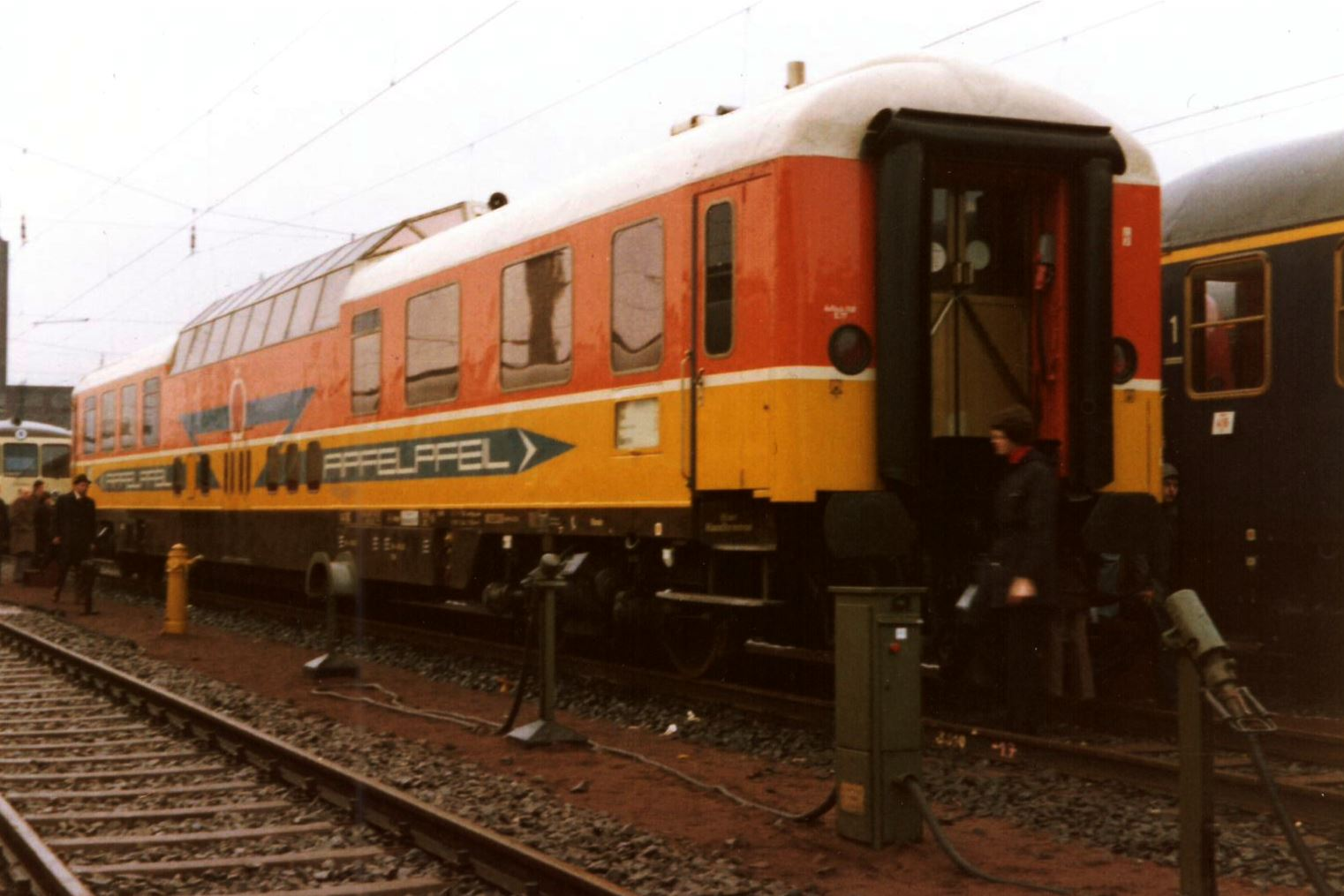
Ehemaliger Rheingold-Aussichtswagen im Apfelpfeil-Farbschema, ausgestellt in Köln am 16. April 1978

Die IAO war ein 1969 beim Handelsgericht eingetragenes Touristikunternehmen, das unter der Leitung von Helmut Th. K. Rall, Generalsekretär der Deutschen Vegetarier-Union, europaweite Charterreisen in eigenen Zügen anbot. Das Angebot war ursprünglich auf die Bedürfnisse von Vegetariern ausgerichtet, wandelte sich dann aber mehr und mehr Leserreisen für Tageszeitungen und Zeitschriften. Im Verlauf der ersten Leserreisen wurden die Reisenden mit Taxis, Bussen oder DB-Anschluss zum zentralen Einsteigebahnhof befördert. Der dort startende Sonderzug „Apfelpfeil“ fuhr über Tag z. B. in die Schweiz nach Brig, wo die Gäste in Hotels übernachteten; am nächsten Tag wurde die Reise nach Genua fortgesetzt, wo die Gäste auf einem der Kreuzfahrtschiffe der Linea 'C' einschifften.
Das Nachfrage nach Kreuzfahrt-Leserreisen wuchs so rasant, dass IAO beschloss, für den deutschsprachigen Markt exklusive, umfassende Charterverträge für mehrere Schiffe der Linea 'C' abzuschließen, z. B. Eugenio 'C', Enrico 'C' und Federico 'C'. Als Zielregionen wurden die üblichen Destinationen angeboten: Skandinavien, Mittelmeer, Schwarzes Meer, Kanarische Inseln. Um auch in den Wintermonaten Leserreisen durchführen zu können, wurde ein umfangreiches Kreuzfahrtprogramm in der Karibik aufgelegt. Die Karibik-Kreuzfahrten dauerten jeweils 10 Tage. Für den Transport der Passagiere wurden jeweils bis zu fünf Langstreckenjets (Boeing 707, Douglas DC-8) gechartert.
Das Unternehmen florierte, übernahm sich jedoch bei den Investitionen für den Bahn-Wagenpark. Besonders die Kosten für den Umbau der aus den Beständen der US Army übernommenen Waggons, die auf besonderen Wunsch des Seniorchefs Helmut Th.K.Rall angekauft worden waren, liefen aus dem Ruder. Das Unternehmen wurde 1979 insolvent und in der Folge abgewickelt. Das Konkursverfahren wurde 1989 aufgehoben und die Firma gelöscht.

## Wagenpark
Der Wagenpark basierte mehrheitlich auf der UIC-Bauart X und stammte aus verschiedenen Quellen. Apfelpfeil erwarb Wagen aus dem Bestand der DB (ABm223, Rheingold-Aussichtswagen AD4üm-62, Bcm241/242, Bm231, Bm232 und BRbuüm), von den Reiseunternehmen Scharnow und Touropa und der U.S. Army (USTC), sowie von der DSG (WLAs4ü-50). Insgesamt besaß Apfelpfeil etwa 70 Wagen, die in Freudenstadt beheimatet waren.
Die IAO baute die Wagen leicht um und lackierte sie in den Hausfarben des Unternehmens. Die Fahrzeuge waren im Fensterbereich orange und unterhalb der Fenster gelb lackiert. Darauf war ein blauer, pfeilförmiger Zierstreifen mit weißem Apfelpfeil-Schriftzug und in der Fahrzeugmitte ein roter Apfel aufgemalt. Da die meisten Reisezugwagen bei der DB zu dieser Zeit mit Ausnahme der Wagen der TEE- und Intercity-Züge grün oder silber waren, fielen die bunt lackierten Apfelpfeil-Wagen im Bahnverkehr auf.
Nach der Insolvenz von Apfelpfeil wurden die Wagen an verschiedene Betreiber verkauft, so gingen z. B. 25 Liegewagen an die dänische DSB und vier weitere Wagen an dänische Privatbahnen. Die fünf Aussichtswagen des ehemaligen Rheingold wurden an das Reisebüro Mittelthurgau, ein Tochterunternehmen der Mittelthurgaubahn verkauft. Die SBB übernahm fünf Wagen aus den Beständen von Apfelpfeil, aus denen zwei Clubwagen, zwei Cafeteriawagen und ein Discowagen entstanden.

## Modelle
Die farbenfrohen Wagen waren bei den Modellbahnherstellern sehr beliebt. In der Spur Z gab es ein Reisezugwagen-Set von Märklin mit drei Gesellschaftswagen und einem Aussichtswagen, in der Spur N je einen Abteil- und einen Aussichtswagen von Arnold und Minitrix. In der Spur H0 gab es verschiedene Modelle von A.C.M.E., ADE, Lima, Märklin und Railtop. In der Nenngröße TT gab es von Tillig ein Liegewagen-Set und den Aussichtswagen in Hausfarben, sowie einen Liegewagen in Chromoxidgrün (Sonderserie Modellbahnhändler).